# Przemęt (imię)
Przemęt – staropolskie imię męskie, złożone z członów Prze- ("przez" i wiele innych znaczeń) i -męt ("gnębić, dręczyć", też "wzburzać, trząść").